# Cylindrocarpus kuckuckii
Cylindrocarpus kuckuckii – gatunek brunatnicy z rodziny Chordariaceae wyróżniony w 2010 roku na podstawie okazów zebranych na tureckim wybrzeżu Morza Egejskiego.

## Budowa
Plecha mniej więcej kulista lub gruszkowata o długości 4–6 mm, gąbczasta, o regularnych granicach, jasnobrązowa. Nici plechy jednorzędowe, rozgałęziają się pseudodychotomicznie. W dolnej części plechy nici mogą mieć charakter rdzeniowy, wyżej zaś asymilacyjny. W razie takiego zróżnicowania komórki asymilujące są zabarwione, cylindryczne o długości 20–25 μm i szerokości 10–12 μm, podczas gdy komórki podstawy są cylindryczne, a bliżej asymilacyjnych – beczułkowate, o rozmiarach 50–70 μm × 25–30 μm. Chloroplasty pojedynczo w komórce. Płytkowate, czasem przyścienne z jednym pirenoidem. Z nici rdzeniowych płożących się dyskowato po podłożu prostopadle wyrastają chwytniki i włoski.
Na końcach lub po bokach nici na 1–4-komórkowych szypułkach znajdują się wielokomórkowe, dwudzielne sporangia uwalniające zoospory. Mają one 50–120 μm długości i 10–12 μm szerokości.

## Ekologia
Glon morski. Epilit porastający kamienie i skały, także wapienne pochodzenia organicznego (np. szkielety rafotwórczych krasnorostów). Spotykany na głębokości do kilkunastu metrów. Dotychczas stwierdzony jedynie w kilku miejscach północnych części Morza Śródziemnego (Turcja, Chorwacja, Francja).

## Historia odkrycia
Osobniki tego gatunku początkowo opisywano jako specyficzną formę Cylindrocarpus microscopicus różniącą się od typowej formy podłożem (typowa forma jest epifitem z chwytnikami przystosowanymi do wrastania w plechy innych glonów), budową zarodni (typowa ma częściej jednokomórkowe, a wielokomórkowe mniejsze), rozmiarem (typowa jest nieco mniejsza), specjalizacją nici (typowa jest bardziej jednorodna), formą (typowa ma mniej wyraźną powłokę ciała), liczbą i kształtem chloroplastów (forma typowa ma wiele drobnych dyskowatych). Część cech typowych dla formy epilitycznej bardziej przypomina cechy przedstawicieli rodzaju Petrospongium, przez co turecki fykolog, Ergün Taskin, stwierdziwszy, że dwie formy różnią się na tyle, że należy je rozdzielić, przeniósł formę epilityczną do tego rodzaju. Po dalszych jednak badaniach uznał wraz z innymi badaczami (Michaelem J. Wynne'em i Mehmetem Öztürkiem), że pozostałe cechy przedstawicieli Petrospongium (np. poduszkowata pseudotkankowa plecha, dyskowate komórki i in.) są na tyle odmienne, że należy przywrócić ją do rodzaju Cylindrocarpus, jednak wyróżnić jako nowy gatunek. Autorstwo nowego taksonu przypisane jest całej trójce fykologów. Jako holotyp tego nowego gatunku uznano okaz zebrany przez Ergüna Taskina 15 marca 2009 r. w Morzu Egejskim na głębokości 1 m z wapiennych utworów wytworzonych przez bezkręgowce, 1 km na zachód od tureckiego miasta Ayvalık i przechowywany w zielniku Uniwersytetu Egejskiego (Ege Üniversitesi) w Izmirze. Izotyp przechowywany jest w Berlińskim Ogrodzie Botanicznym. Jako paratyp służy okaz zebrany w tym samym miejscu 22 marca 2002 r. 
Epitet gatunkowy upamiętnia Paula Kuckucka, botanika ze stacji naukowej na Helgolandzie, który u schyłku XIX w. jako pierwszy zauważył odmienność formy tego taksonu, choć nie uznał jej za wystarczającą do pełnego wyodrębnienia.